# Eduard von Niesewand

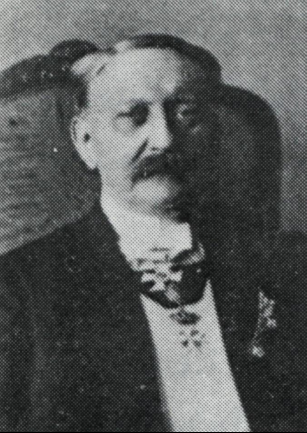
von Niesewand

Eduard Maria Joseph Hubert von Niesewand (geboren 28. Februar 1837 in Köln; gestorben 9. Oktober 1913 in Unkel) war ein preußischer Landrat.

## Leben
Der Katholik Eduard von Niesewand war ein Sohn des Leopold Otto von Niesewand und dessen Ehefrau, Therese von Niesewand, geborene Freiin von Negri. Am 20. Mai 1859 heiratete er in Köln Josephina Carolina Maria Neven (geboren 2. Februar 1839 in Köln; gestorben 16. Juli 1919 in Unkel), die Tochter des Kölner Kaufmannes Matthaeus Neven und dessen Ehefrau Elisabeth Neven, geborene Michels.
Nach dem Besuch der Elementarschule in Köln wechselte Eduard von Niesewand an die Rheinische Ritterakademie in Bedburg, von der er im August 1856 mit Ablegung der Reifeprüfung abging. Hieran anknüpfend diente er vom 23. August 1856 bis zum 14. November 1866 als aktiver Offizier im Rheinischen Kürassier-Regiment Nr. 8 in Deutz. Aus Gesundheitsgründen nahm er jedoch 1860 zunächst seinen Abschied, bevor er 1862 erneut in den militärischen Dienst eintrat. 1866 nahm er schließlich aktiv am Deutsch-Österreichischen Krieg teil, ehe er am 14. November 1866 endgültig als Ganzinvalide verabschiedet werden sollte.
Zu Ausbildungszwecken nahm von Niesewand noch vor seiner Feldzugteilnahme im Zeitraum vom 1. Februar bis zum 1. Mai 1866 eine informatorische Beschäftigung auf dem Landratsamt des Landkreises Köln wahr, die er nach seinem Abschied aus dem Preußischen Heer am 6. Dezember 1866 bei der Königlichen Regierung in Köln fortsetzte. In der Nachfolge von Maximilian von Nesselrode-Ehreshoven, der zwischenzeitlich bereits durch den Kreisdeputierten Wolter Josef Bürgers vertreten worden war, wurde von Niesewand mit Erlass vom 5. Dezember 1868 mit der zunächst kommissarischen Verwaltung des Kreises Mülheim am Rhein betraut. Nach Ablegung der mündlichen Landrats-Prüfung, die er am 16. November 1868 mit der Attestierung „fähig“ bestand, erhielt er mit Allerhöchster Kabinettsorder (AKO) vom 5. Dezember 1868 die Stellung als Mülheimer Landrat definitiv. Niesewand zeigte 1868 „neben solider Praxis seiner Amtsführung eine hinreichende Fähigkeit ..., Geschäftsgegenstände in logischer Ordnung und korrekter Sprache mit Klarheit darzustellen.“ Letztlich gehörte er zu einem aus ehemaligen Militärangehörigen bestehenden Bewerberkreis für die Besetzung freier Landratsstellen, der seitens der vorgesetzten Behörden nicht immer positiv betrachtet wurde. So bescheinigte man Niesewand zwar seinen Fleiß, aber auch, dass er nicht besonders erfolgreich in Mülheim verwaltet habe.
Am 29. August 1889 von höchster Stelle mit dem Charakter als Geheimer Regierungsrat ausgezeichnet, suchte von Niesewand nach fast vier Jahrzehnten in Mülheim im Oktober 1906 um seinen Abschied nach. Mit AKO vom 31. Januar erhielt er daraufhin zum 1. März 1907 die Pensionierung, nachdem er bereits seit dem 1. Dezember 1906 beurlaubt war.

### Auszeichnungen
- Roter Adlerorden 2. Klasse
- Kronenorden 2. Klasse
- 1889 Geheimer Regierungsrat